# Clem Haskins
Clem Smith Haskins (Campbellsville, 11 luglio 1943) è un ex cestista e allenatore di pallacanestro statunitense, professionista nella NBA.

## Carriera
Venne selezionato dai Chicago Bulls al primo giro del Draft NBA 1967 (3ª scelta assoluta).

## Palmarès

### Giocatore
- NCAA AP All-America First Team (1967)

### Allenatore
- Campione NIT (1993)
- Associated Press College Basketball Coach of the Year (1997)
- Henry Iba Award (1997)
- Clair Bee Coach of the Year Award (1997)